# Подземный мир

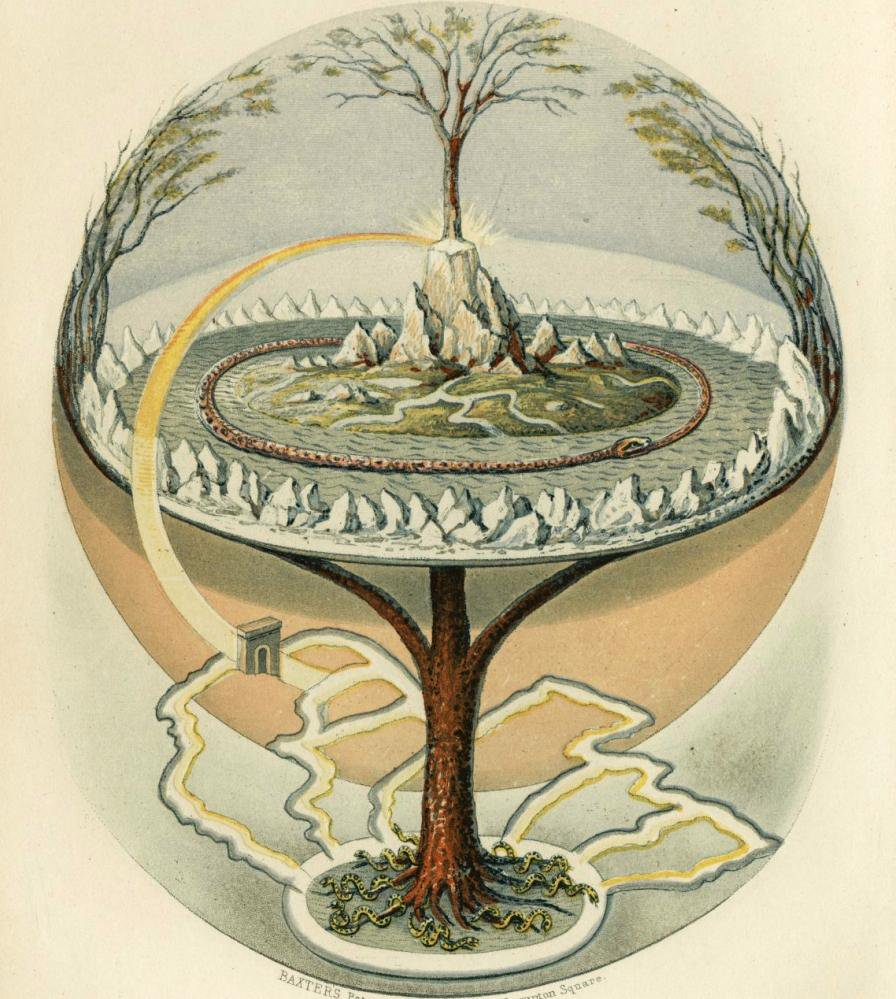

Подзе́мный мир (подземное царство) — загробный мир, расположенный под землёй, в отличие от небесного и расположенного за тридевять земель. Понятие Подземного мира различно в мифологиях разных народов. Общими чертами некоторых мифов о подземном мире являются рассказы о живых людях, совершающих походы в подземный мир, часто с целью совершить подвиг.
Вход душ в подземный мир требует надлежащего соблюдения церемоний, как, например, показывает древнегреческая история о незадолго до того погибшем Патрокле, который преследовал Ахилла до тех пор, пока его тело не было должным образом похоронено. Людей с высоким социальным статусом при захоронении одевали и снаряжали так, чтобы они лучше ориентировались в подземном мире.
Латинские поэты, такие как Вергилий, описывали подземный мир как место, в котором грешники подвергались наказанию, а добрые были вознаграждены жизнью после смерти. Вергилий даже определил географическое положение центра подземного мира. Дорога к нему проходила через место, где река Ахерон сливается с рекой Коцитом.
Словарь классических древностей отождествляет Подземный мир, Царство мёртвых и жилище Аида. Словарь античности Подземным миром называет жилище Аида.
Хтонический — техническое прилагательное для относящегося к подземному миру. Понятие подземного мира имеется практически в каждой цивилизации и «может быть таким же старым, как и само человечество».

## В разных мифологиях
- Жилище Аида — подземный мир у древних греков, царство Аида.
- Аменти — подземный мир у древних египтян; царство мёртвых.
- Диюй — подземный мир у китайцев; царство мёртвых.
- Дуат — место, где пребывали умершие, преисподняя «совсем глубокая, совсем тёмная и бесконечная» в египетской мифологии[3].
- Ел — подземный мир в мифологии ингушей и чеченцев[4].
- Ёми (ёми-но куни, ёмоцукуни, ёмицукуни) — подземный мир у японцев; царство мёртвых.
- Зындон — подземный мир у осетин; включал ад.
- Иркалла — подземный мир в мифологии Междуречья, у шумеров и аккадцев.
- Миктлан — подземный мир в мифологии ацтеков[5].
- Патала — подземный мир в индийской мифологии[6].
- Спандарамет — дух подземного мира и сам подземный мир в армянской мифологии[7].
- Тартар — подземный мир у древних греков; место, куда Зевс низвергнул Кроноса и титанов.
- Туони — подземный мир в карело-финской мифологии.
- Хельхейм — подземный мир у скандинавских народов; место, куда бог Один низверг великаншу Хель; царство мёртвых.
- Шибальба — подземный мир у майя[8].